# Eptatretus fernholmi
Eptatretus fernholmi – gatunek bezżuchwowca z rodziny śluzicowatych (Myxinidae).

## Zasięg występowania
E. fernholmi znany jest wyłącznie z Filipin.

## Cechy morfologiczne
Osiąga maksymalnie 37,3 cm długości. Posiada 8 par otworów skrzelowych oraz 81 gruczołów śluzowych. Plamki oczu widoczne. Fałda brzuszna szczątkowa.

## Biologia i ekologia
Występuje na głębokości około 563 m.